# Justin Gnanapragasam
Justin Bernard Gnanapragasam (en tamil: ஜஸ்டின் பெர்னார்ட் ஞானப்பிரகாஷம்; nacido el 13 de mayo de 1948) es un sacerdote tamil de Sri Lanka y el actual obispo católico de Jaffna.

## Primeros años
Gnanapragasam nació el 13 de mayo de 1948 en Karampon en la isla de Velanaitivu en el norte de Ceilán. Cuando era un niño que servía como monaguillo en la Iglesia de Santa María, Kayts, que mostró signos de su vocación a convertirse en sacerdote.
A la edad de diez años transmitió su deseo a su familia de que su ambición es convertirse en sacerdote de un Dios y les rogó continuamente que lo enviaran al seminario. Los padres llevaron a Justin al difunto obispo Rt. Rev. Dr. Emilianspillai y solicitaron su admisión al seminario. Tuvo su educación primaria en St Anthony's College, Kayts. El obispo Emilanasapillai le permitió ser admitido en el seminario y Justin ingresó en el Seminario Menor de San Martín Jaffna en 1959 y continuó su educación secundaria en el Colegio de San Patricio, Jaffna y obtuvo la admisión al Seminario Nacional en Kandy. Después de completar sus estudios de filosofía en el seminario nacional de Kandy, ingresó al seminario papal en Pune y estudió teología de 1972 a 1974.

## Carrera
Gnanapragasam fue ordenado sacerdote en abril de 1974. Luego ocupó varios cargos: sacerdote asistente en Kilinochchi y Valaipadu (1974-75); párroco asistente en Uruthirapuram (1975–76); y sacerdote asistente en Ilavalai (1976-79). Entre 1979 y 1980 estudió teología ecuménica en la Universidad de Hull. A su regreso a Sri Lanka se desempeñó como párroco en Mareesankoodal y vicerrector del St. Henry's College, Ilavalai (1980-85). Fue profesor en el Departamento de Civilización Cristiana de la Universidad de Jaffna de 1982 a 1984.
Gnanapragasam luego regresó al Reino Unido para estudiar ciencias de la educación en Southampton entre 1986 y 1989. Luego fue director de un grupo de escuelas estatales y rector del St. Henry's College, Ilavalai (1990–94); Decano del Decanato de Ilavalai (1995-02); profesor visitante en el seminario mayor de Jaffna (1992-06); y rector del St. Patrick's College, Jaffna (2002–07).
Justin Gnananpragsam es un erudito con calificaciones académicas de letanía especializada en el campo de la educación que había sido rector de reputados colegios en el norte, St, Henry's College, Illavalai y St.Patrick's College, Jaffna. Durante su notable período, muchos estudiantes sobresalieron en estudios y deportes e ingresaron a la universidad y ganaron trofeos de campeón de fútbol. Fue profesor de Filosofía de la Educación en el Seminario Mayor de San Francisco, Jaffna.
Monseñor Justin es un sacerdote misericordioso de virtud y sabiduría y un hombre de principios y disciplina con buen carácter y carisma. Un predicador único de la palabra de Dios y aprecia el maravilloso don de Dios. Es un pastor con un corazón amoroso para los marginados indigentes oprimidos y fuente de inspiración para muchos y muchos se acercan a él en busca de orientación y consejo. Es muy reconocido y respetado por la jerarquía erudita y gubernamental en el Norte y el Sur. Jugó un papel importante durante los disturbios étnicos para eliminar la desconfianza entre dos comunidades y establecer la paz y la armonía en el país. Justin Gnananapragasam es un clérigo abierto que siempre defendió la justicia y la igualdad y defendió los derechos de las personas independientemente de su religión o raza. Incluso los no cristianos admiraban su noble cualidad y generosidad y lo respetaban y lo aceptaban como su liberación ante las adversidades.
Gnanapragasam se convirtió en examinador de tesis doctorales en la Universidad de Jaffna en 2002, vicario general de la diócesis de Jaffna en 2007 y director de la prensa diocesana en 2008. Fue miembro del senado de la Universidad de Jaffna de 1998 a 2014. El 13 de octubre de 2015, el Papa Francisco lo nombró obispo de Jaffna.

## Homilía y discursos pronunciados como obispo
Como obispo de Jaffna, pidió continuamente a los parlamentarios tamiles de Sri Lanka que trabajaran juntos para lograr una solución política para el pueblo tamil en el país.
En su homilía a menudo decía que el aborto es un pecado, ya que mata a un alma.
Aunque es obispo, dijo abiertamente que algunos sacerdotes no son fieles a la Iglesia y a la Misión, aunque justifican su infidelidad con tantas razones que su justificación no puede ser aceptada.
El 28 de agosto de 2022, en un discurso pronunciado en Sillalai, señaló que "la vida familiar es más difícil en comparación con la vida sacerdotal", también comentó que la fe del pueblo sostiene al sacerdote.